# Unfold the Future
Unfold the Future è il settimo album discografico in studio del gruppo musicale progressive rock svedese dei The Flower Kings, pubblicato nel 2002. Si tratta del terzo doppio-CD del gruppo.

## Tracce
CD 1
1. The Truth Will Set You Free" – 31:01
2. Monkey Business – 4:23
3. Black and White – 7:39
4. Christianopel – 8:16
5. Silent Inferno – 14:21
6. The Navigator – 3:39
7. Vox Humana – 4:44

CD 2
1. Genie in a Bottle – 8:09
2. Fast Lane – 6:33
3. Grand Old World – 5:26
4. Soul Vortex – 4:38
5. Rollin' the Dice – 5:00
6. The Devil's Danceschool – 5:08
7. Man Overboard – 3:45
8. Solitary Shell – 2:50
9. Devil's Playground – 25:26
10. Too Late for Tomatoes (bonus track) – 10:24

## Formazione
- Roine Stolt - voce, chitarre, tastiere
- Tomas Bodin - tastiere
- Hasse Fröberg - voce, chitarre
- Jonas Reingold - basso
- Zoltan Csörsz - batteria
- Hasse Bruniusson - percussioni, strumenti vari
- Ulf Wallander - sax soprano
- Daniel Gildenlöw - cori, voce